# Alto do Pina
Alto do Pina (phát âm: /'aɫtu du 'pinɐ/) là một giáo khu Bồ Đào Nha, nằm ở đô thị Lisboa. Nó có dân số 10.253 người và tổng diện tích 0,82 Km².
Các công trình nổi bật gồm Fonte Luminosa, nơi một cuộc tuần hành lớn đã được  Đảng Xã hội Bồ Đào Nha tổ chức trong thời kỳ hậu cách mạng năm 1975, tấn công vào ảnh hướng của Đảng Cộng sản Bồ Đào Nha. Ngoài ra ở đây còn có các phế tích của cung vua Ferdinand II.